# 井上元方
井上 元方（いのうえ もとかた）は、戦国時代から安土桃山時代にかけての武将。毛利氏家臣。祖父は毛利元就の宿老の一人である井上就在。父は井上元満。

## 生涯
毛利氏家臣である井上元満の子として生まれ、毛利輝元に仕える。
天正7年（1579年）8月29日、輝元の加冠状を受けて元服し、「元」の偏諱を与えられた。
天正16年（1588年）6月15日、安芸国万福寺の普請について、安芸国禰之村の家人に準備させるよう輝元から申し付けられる。また、同年6月20日に輝元から父・元満の所領を譲状に基づいて相続することを認められ、翌6月21日には安芸国禰之村300貫の代官職についても以前同様に務め、代官職として万福寺の普請を行うように命じられる。さらに同年12月25日には輝元から「彦右衛門尉」の官途名を与えられた。
正確な没年月日は不明であるが、慶長5年（1600年）4月23日に輝元が福原広俊に宛てた書状において、元方の家督と所領については元方の実子である元通が相続することを認めるが、元通が幼少の間は代役が公役を勤めるようにと申し聞かせるよう述べているため、慶長5年（1600年）頃に元方が死去したとされる。
なお、子孫には明治の元勲である井上馨がいる。